# Phyllachora feijoae
Phyllachora feijoae är en svampart som beskrevs av Rehm 1897. Phyllachora feijoae ingår i släktet Phyllachora och familjen Phyllachoraceae.   Inga underarter finns listade i Catalogue of Life.